# Le Poinçonnet
Le Poinçonnet és un municipi francès, situat al departament de l'Indre i a la regió de Centre – Vall del Loira. L'any 2007 tenia 5.690 habitants.

## Demografia

### Població
El 2007 la població de fet de Le Poinçonnet era de 5.690 persones. Hi havia 2.196 famílies, de les quals 347 eren unipersonals (110 homes vivint sols i 237 dones vivint soles), 887 parelles sense fills, 871 parelles amb fills i 91 famílies monoparentals amb fills.
La població ha evolucionat segons el següent gràfic:
Habitants censats

### Habitatges
El 2007 hi havia 2.366 habitatges, 2.218 eren l'habitatge principal de la família, 31 eren segones residències i 117 estaven desocupats. 2.330 eren cases i 27 eren apartaments. Dels 2.218 habitatges principals, 1.928 estaven ocupats pels seus propietaris, 263 estaven llogats i ocupats pels llogaters i 27 estaven cedits a títol gratuït; 6 tenien una cambra, 42 en tenien dues, 188 en tenien tres, 735 en tenien quatre i 1.246 en tenien cinc o més. 1.922 habitatges disposaven pel capbaix d'una plaça de pàrquing. A 721 habitatges hi havia un automòbil i a 1.412 n'hi havia dos o més.

### Piràmide de població
La piràmide de població per edats i sexe el 2009 era:
| Homes | Edats   | Dones |
| ----- | ------- | ----- |
| 0     | 95 o +  | 0     |
| 12    | 90 a 94 | 20    |
| 28    | 85 a 89 | 20    |
| 24    | 80 a 84 | 20    |
| 44    | 75 a 79 | 60    |
| 64    | 70 a 74 | 52    |
| 96    | 65 a 69 | 92    |
| 112   | 60 a 64 | 108   |
| 176   | 55 a 59 | 180   |
| 288   | 50 a 54 | 288   |
| 212   | 45 a 49 | 236   |
| 184   | 40 a 44 | 184   |
| 256   | 35 a 39 | 268   |
| 132   | 30 a 34 | 184   |
| 52    | 25 a 29 | 92    |
| 132   | 20 a 24 | 64    |
| 216   | 15 a 19 | 176   |
| 188   | 10 a 14 | 164   |
| 168   | 5 a 9   | 248   |
| 124   | 0 a 4   | 80    |

## Economia
El 2007 la població en edat de treballar era de 3.839 persones, 2.781 eren actives i 1.058 eren inactives. De les 2.781 persones actives 2.657 estaven ocupades (1.363 homes i 1.294 dones) i 124 estaven aturades (53 homes i 71 dones). De les 1.058 persones inactives 527 estaven jubilades, 312 estaven estudiant i 219 estaven classificades com a «altres inactius».

### Ingressos
El 2009 a Le Poinçonnet hi havia 2.280 unitats fiscals que integraven 6.034 persones, la mediana anual d'ingressos fiscals per persona era de 20.980 €.

### Activitats econòmiques
Dels 241 establiments que hi havia el 2007, 1 era d'una empresa extractiva, 4 d'empreses alimentàries, 1 d'una empresa de fabricació de material elèctric, 1 d'una empresa de fabricació d'elements pel transport, 14 d'empreses de fabricació d'altres productes industrials, 26 d'empreses de construcció, 82 d'empreses de comerç i reparació d'automòbils, 13 d'empreses de transport, 13 d'empreses d'hostatgeria i restauració, 5 d'empreses d'informació i comunicació, 11 d'empreses financeres, 10 d'empreses immobiliàries, 18 d'empreses de serveis, 26 d'entitats de l'administració pública i 16 d'empreses classificades com a «altres activitats de serveis».
Dels 45 establiments de servei als particulars que hi havia el 2009, 1 era una oficina de correu, 2 oficines bancàries, 1 funerària, 8 tallers de reparació d'automòbils i de material agrícola, 1 autoescola, 3 paletes, 4 guixaires pintors, 1 fusteria, 6 lampisteries, 3 electricistes, 2 empreses de construcció, 4 perruqueries, 3 restaurants, 2 agències immobiliàries, 1 tintoreria i 3 salons de bellesa.
Dels 39 establiments comercials que hi havia el 2009, 1 era, 2 grans superfícies de material de bricolatge, 2 botiges de menys de 120 m², 2 fleques, 1 una fleca, 1 una peixateria, 10 botigues de roba, 4 sabateries, 2 botigues de mobles, 5 botigues de material esportiu, 2 botigues de material de revestiment de parets i terra, 1 una botiga de material de revestiment de parets i terra, 1 un drogueria, 3 joieries i 2 floristeries.
L'any 2000 a Le Poinçonnet hi havia 19 explotacions agrícoles que ocupaven un total de 714 hectàrees.

## Equipaments sanitaris i escolars
El 2009 hi havia 2 farmàcies i 2 ambulàncies.
El 2009 hi havia 1 escola maternal i 2 escoles elementals.

## Poblacions més properes
El següent diagrama mostra les poblacions més properes.